# Камассия Хауэля
Камассия Хауэля (лат. Camassia howellii) — луковичное травянистое многолетнее растение, вид рода Камассия (Camassia) подсемейства Агавовые (Agavoideae).

## Описание
Луковица яйцевидная, 1.5—3 см в диаметре.
Листья линейные в количестве от 4 до 7 шт, 0.5—1.2 см шириной, короче стебля, килеватые.
Цветонос 1—2 прицветниковидными листьями. Цветочная кисть вмещает 15—90 цветков и имеет длину 20—25 см. Цветки актиноморфные, листочки околоцветника фиолетово-синие, 1—2 см длиной и 0.3—0.5 см шириной, после цветения скручиваются вместе вокруг завязи и рано опадают при плодах. Цветоножки тонкие, 1.5—2.5 см длиной. Пыльники желтые или фиолетовые. Цветет весной.
Плод — коробочка, почти шаровидная, тупая, зелёная, 5—10 мм длиной и 5—8 мм шириной, при созревании опадает; в гнездах 2—5 семян.
Набор хромосом 2n = 30.

## Распространение и экология
Влажные луга на высоте 200—400 м в юго-западной части штата Орегон, эндемик штата.

## Охрана
В организаций NatureServe имеет охранный статус 2G — под угрозой исчезновения. Эндемик Орегона с ограниченным распространением. Насчитывается около 23 местообитаний. Многие места произрастания растений находятся под угрозой исчезновения из-за развития жилищного строительства, горнодобывающей промышленности, выпаса скота, пожаров и ремонта дорог.